# Momoka Kinoshita
Momoka Kinoshita (木下 桃香, Kinoshita Momoka), née le 2 mars 2003 à Hokkaidō au Japon, est une joueuse internationale japonaise de football évoluant au poste de milieu de terrain au club du Nippon TV Tokyo Verdy Beleza.

## Biographie
Elle participe avec l'équipe du Japon aux Jeux olympiques d'été de 2020 organisés à Tokyo. Lors du tournoi olympique, elle ne joue qu'une seule rencontre, face au Chili.

## Palmarès
Avec le Tokyo Verdy Beleza :
- Vainqueur du championnat des clubs de l'AFC en 2019
- Championne du Japon en 2016, 2017, 2018 et 2019
- Vainqueur de la Coupe du Japon en 2017, 2018 et 2019
- Vainqueur de la Coupe de la Ligue en 2016 et 2018